# Propantodice
Propantodice is een kevergeslacht uit de familie van de boktorren (Cerambycidae). De wetenschappelijke naam van het geslacht werd voor het eerst geldig gepubliceerd in 1954 door Franz.

## Soorten
Propantodice is monotypisch en omvat slechts de volgende soort:
- Propantodice grisea Franz, 1954